# Øystein Mathisen
Øystein Mathisen (* 17. März 1991) ist ein norwegischer Politiker der sozialdemokratischen Arbeiderpartiet (Ap). Seit 2021 ist er Abgeordneter im Storting.

## Leben
Mathisen stammt aus Bodø und studierte Journalismus an der Nord Universität. 2011 zog er erstmals in das Kommunalparlament von Bodø ein. Zwischen 2019 und 2021 arbeitete er als Kommunikationsberater für die Arbeiderpartiet im norwegischen Nationalparlament Storting.
Mathisen zog bei der Parlamentswahl 2021 erstmals in das Storting ein. Dort vertritt er den Wahlkreis Nordland und wurde Mitglied im Bildungs- und Forschungsausschuss.